# Archaeoteleia chambersi
Archaeoteleia chambersi (лат.) — вид наездников из семейства Platygastridae (Archaeoteleia, Scelioninae, или Scelionidae, по другим классификациям). Новая Зеландия. Длина самок 5,0—5,6 мм (самцы — 4,4—4,7 мм). Общая окраска тёмно-коричневая, скутеллюм — желтовато-бурый. Нижнечелюстные щупики 5-члениковые; нижнегубные щупики состоят из 3 сегментов. Усики у обоих полов 12-члениковые. Формула члеников лапок: 5-5-5; формула шор ног: 1-2-2.
Вид был описан в 2007 году в ходе ревизии рода, проведённой энтомологами Джоном Эрли (John W. Early, Новая Зеландия), Любомиром Маснером (Lubomir Masner, Канада) и Норманом Джонсом (Norman F. Johnson, США) и назван в честь Ф. Чамберса (Mr. F. D. Chambers), собравшего типовую серию экземпляров и первым заметившим их отличие от Archaeoteleia novaezealandiae (Chambers 1982).